# 甲龍屬
甲龍屬（屬名：Ankylosaurus，意為「僵硬的蜥蜴」）是甲龍科恐龍的一個屬，當中只有一種，為大腹甲龍（A. magniventris）。甲龍最大的特點是擁有全骨板覆蓋的身驅及巨型的尾部棒槌，也是甲龍科內最大型的物種，不過牠們的體重只有2噸到4噸，非常輕量級，身高也比同體長的恐龍低很多，方便中心下移、用甲殼保護自己柔軟的腹部。甲龍化石是在北美洲西部的地獄溪層被大量發現，屬於約6800萬到6550萬年前白堊紀末期的整個美國和墨西哥地區，和三角龍、暴龍、愛德蒙托龍和腫頭龍生活在同一個地質年代。

## 古生物學

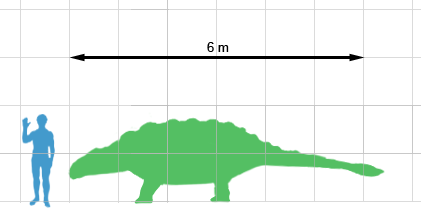
已知最大甲龍個體與人類的體型比較圖

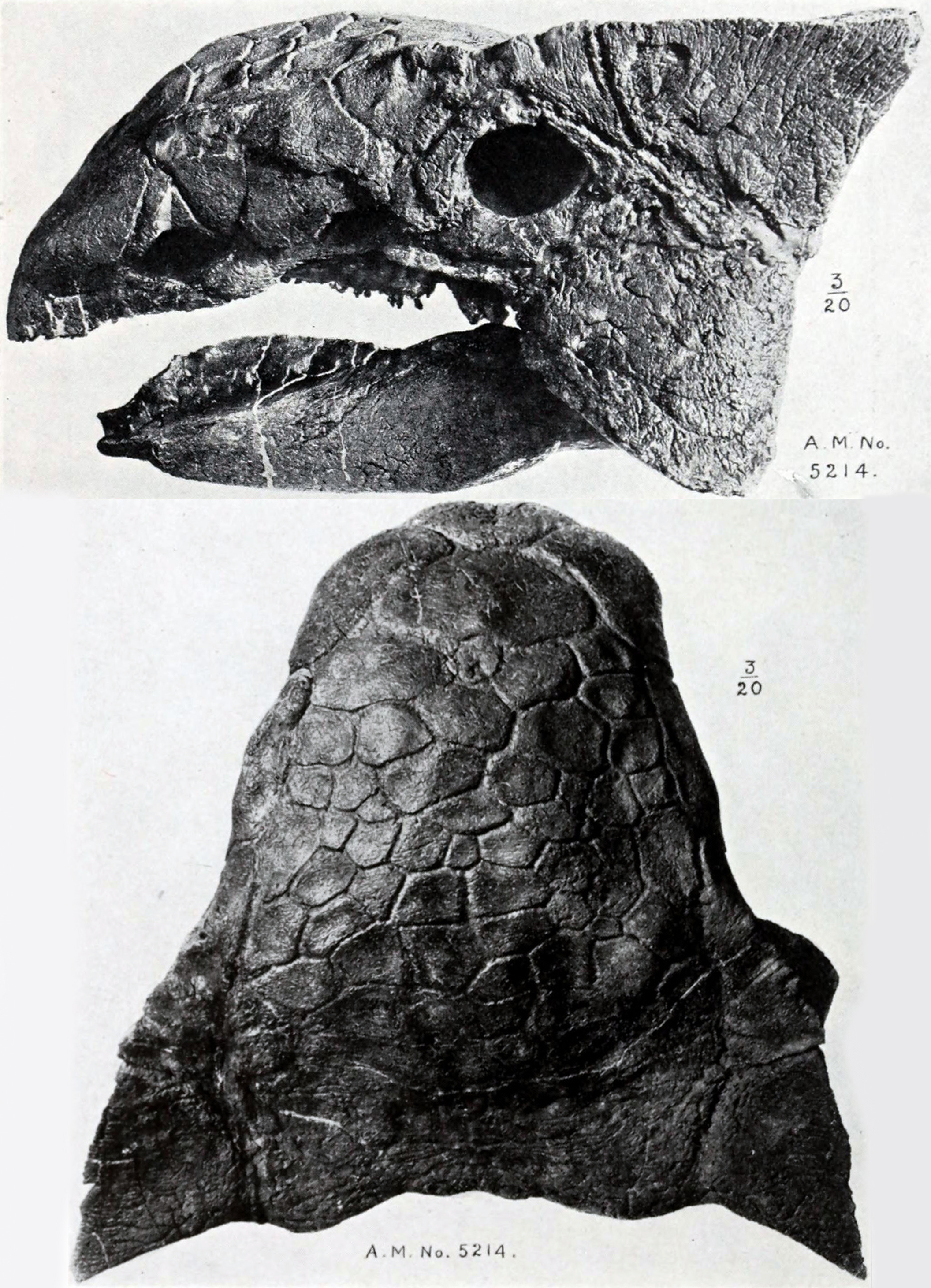
甲龍的頭顱骨側面照。此標本出土於亞伯達省的埃德蒙頓組。

與大部份現代的陸地動物相比，完全成長的甲龍仍是非常大型的動物。已知最大型的頭顱骨有64.5公分長、74.5公分寬。一些科學家估計其身長約為8到9公尺。另一個針對甲龍的重建，提出一個較小的體型估計值，約6.25公尺長、1.5公尺寬、及1.7公尺高。甲龍的重量估計超過6,000公斤。牠的體型扁平而寬。甲龍是四足行走，後肢較前肢為長。雖然科學家對牠腳掌的形狀仍不清楚，但參考其他甲龍科恐龍，可能會是有五趾。頭顱骨扁平呈三角形，寬度大於長度。甲龍是草食性動物，有著樹葉形狀的小型牙齒，適合切碎植物。與其他甲龍類相比，甲龍的牙齒/體型比例相當小。甲龍並不像同期的角龍科及鴨嘴龍科恐龍有著磨碎用牙齒，可見牠甚少咀嚼食物。頭顱骨及身體其他部份的骨頭是癒合的，以加強其力量。

### 裝甲
甲龍最明顯的特徵是牠的裝甲，包含了堅實的結節及甲板，嵌入在皮膚上。在鱷魚、犰狳及一些蜥蜴上亦可以發現類似的裝甲。裝甲之上覆蓋著堅硬的角質。這些皮內成骨（Osteoderms）是按照大小來排列，從寬而平的甲板到小而圓的結節。甲板在牠的頸部、背部及臀部以橫列整齊排列，而小型的結節則保護大型甲板之間的空隙。較小的甲板則在四肢及尾巴。與較為古代的包頭龍比較，甲龍的甲板在質地上較為平滑，並沒有像同時代的結節龍科埃德蒙頓甲龍般有稜脊。在尾巴的兩側伸出一列扁平及呈三角形的尖刺。堅硬及圓形的鱗片保護頭顱骨的頂部，而四隻大型的角則在後方向外伸出。

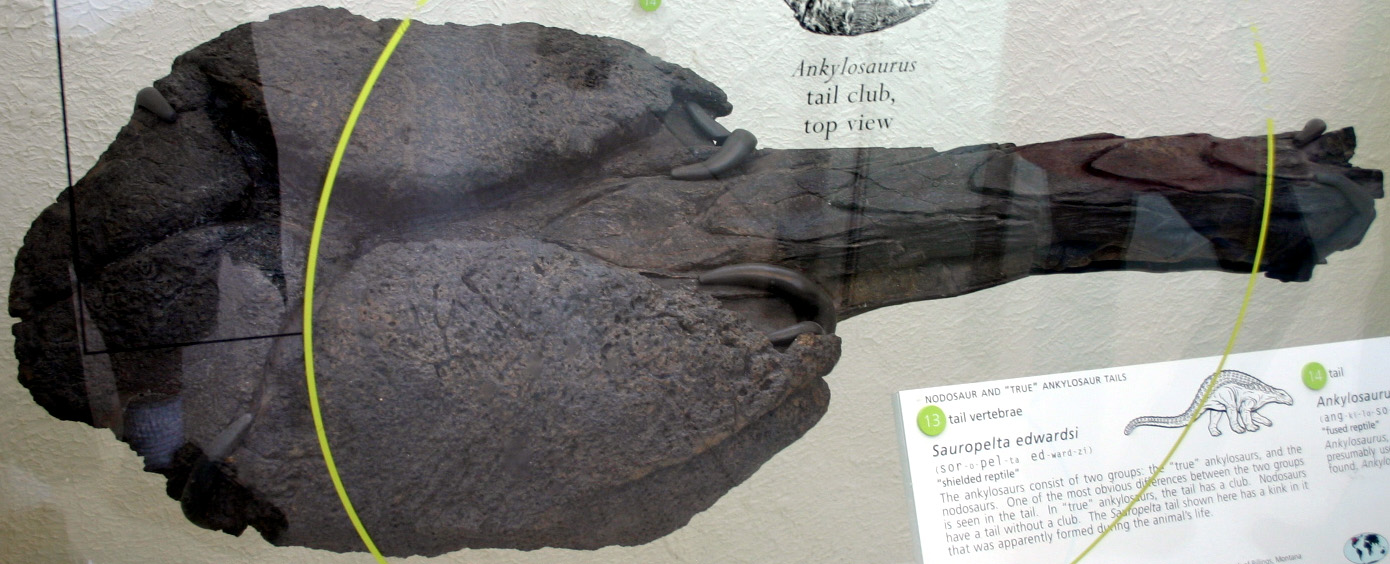
尾槌 - 美國自然歷史博物館

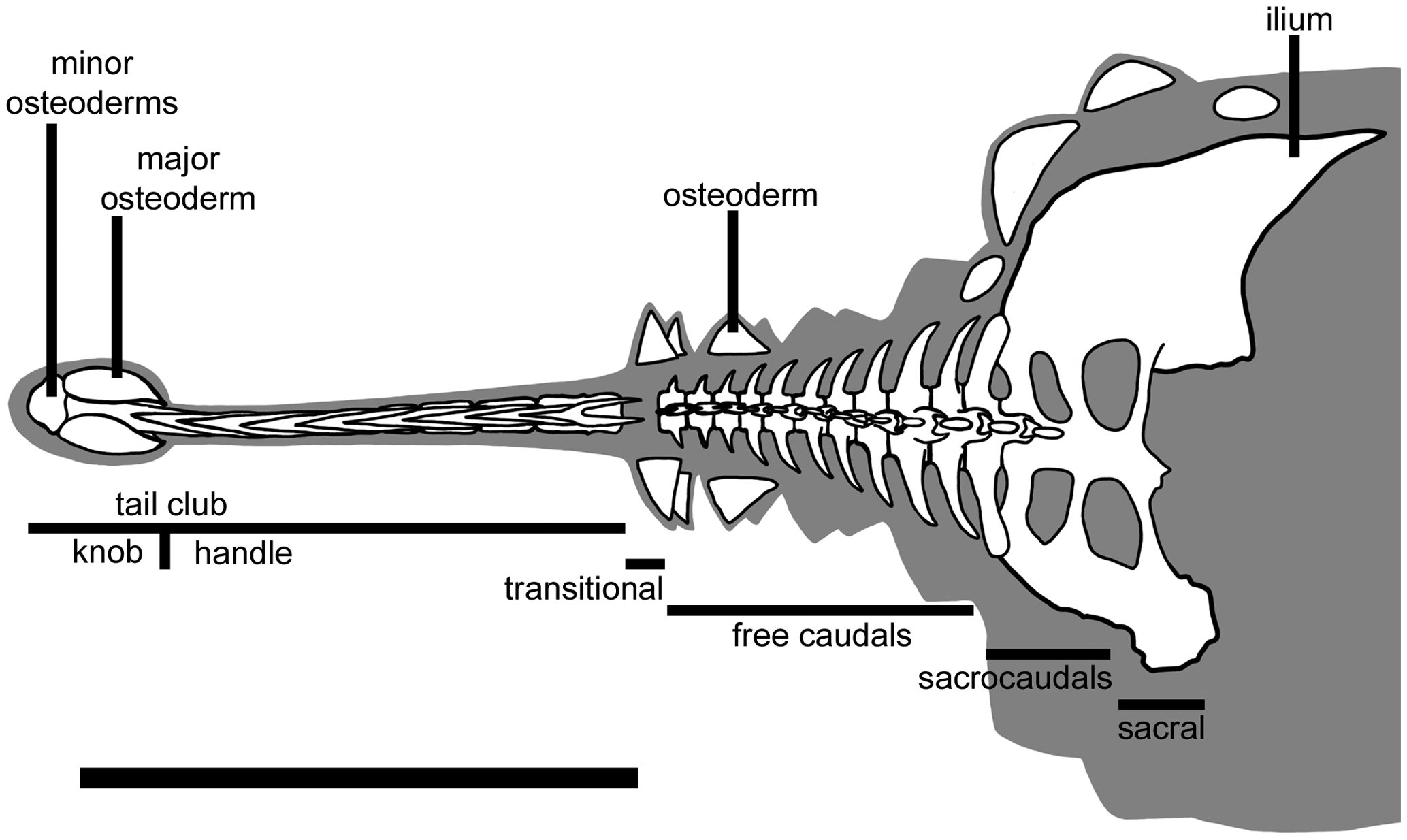
甲龍的後半身骨頭、鱗甲結構，根據ROM 784標本而建立

### 尾巴棒槌
甲龍著名的尾巴棒槌是由幾塊大型皮內成骨組成，與最末幾節尾椎癒合而成。尾槌是非常重的，以最末7節尾椎支撐，彼此癒合形成一支堅硬的棒子。連接這些尾椎的厚肌腱亦在化石化過程被保存下來，這些肌腱是部份骨質的，不易彎曲，可以將力量傳至尾巴。尾巴棒槌就是一個主動的保護武器，可以對施襲者的骨頭造成重擊。在2009年的一個研究顯示，在結構上，甲龍科的尾槌是可以揮動的，大型尾槌可以對肉體、骨頭造成嚴重傷害，但中、小型的尾槌所造成的傷害有限。目前仍無法解釋，尾槌是用在物種內的打鬥行為、抵抗掠食動物、或是兩者兼有。亦有研究指出這個尾巴可以作為頭部的偽裝，但這個建議卻倍受批評。

### 生活環境
大面甲龍生存在6800萬到6550萬年前，屬於上白堊紀麥斯特里希特階末期，是白堊紀-第三紀滅絕事件前最後存在的恐龍之一。模式標本是從美國蒙大拿州的地獄溪組被發現，而其他標本則於懷俄明州的蘭斯組及加拿大艾伯塔省的Scollard地層被發現，這些都是在白堊紀末期時代的地層。
在白堊紀時，蘭斯組、地獄溪組及Scollard地層位在分隔東西北美洲的白堊紀海路西岸。它們是一個寬廣的海岸平原，由海路伸延向西，直至新形成的洛磯山脈。這些地層大部份是由沙岩及泥岩所組成，形成氾濫平原的環境。地獄溪組是這些地層最多被研究的。當時，地獄溪組是亞熱帶地區，有著潮濕及溫暖的氣候。很多植物品種得以生存，主要是被子植物，較小的是松科、蕨類及蘇鐵科。豐富的樹葉化石在這地區的多個地方都可以找到，顯示這地區曾經是由小樹組成的森林。甲龍與以下恐龍生存於相同環境：角龍科的三角龍與牛角龍、稜齒龍類的奇異龍、鴨嘴龍科的埃德蒙頓龍、結節龍科的埃德蒙頓甲龍、厚頭龍類的厚頭龍、獸腳類的似鳥龍、傷齒龍、暴龍。
在這些地層中，甲龍的化石，與埃德蒙頓龍及三角龍相比是較為稀少。另一種結節龍科的埃德蒙頓甲龍也在這些地層中被發現。但是甲龍及埃德蒙頓甲龍在地理學上及生態學上是分隔的。甲龍有著寬的口鼻部，進食時可能無選擇性，故此其生活環境應該被限制在遠離海岸的高原地區；而埃德蒙頓甲龍有著較窄的口鼻部，可見是進食時具有選擇性，應該生活於較低接近海岸的地區。

## 分類
甲龍是甲龍科的模式屬。甲龍科屬於甲龍亞目，當中包括了結節龍科。甲龍的起源備受爭議，有幾個分析結果是完全不同的，所以牠在甲龍科內的實際位置卻未有定案。甲龍及包頭龍常常被認為是姊妹分類單元。但是，其他分析發現甲龍與包頭龍是在不同的演化位置。需要更多的發現及研究才可以澄清這個情況。

## 發現

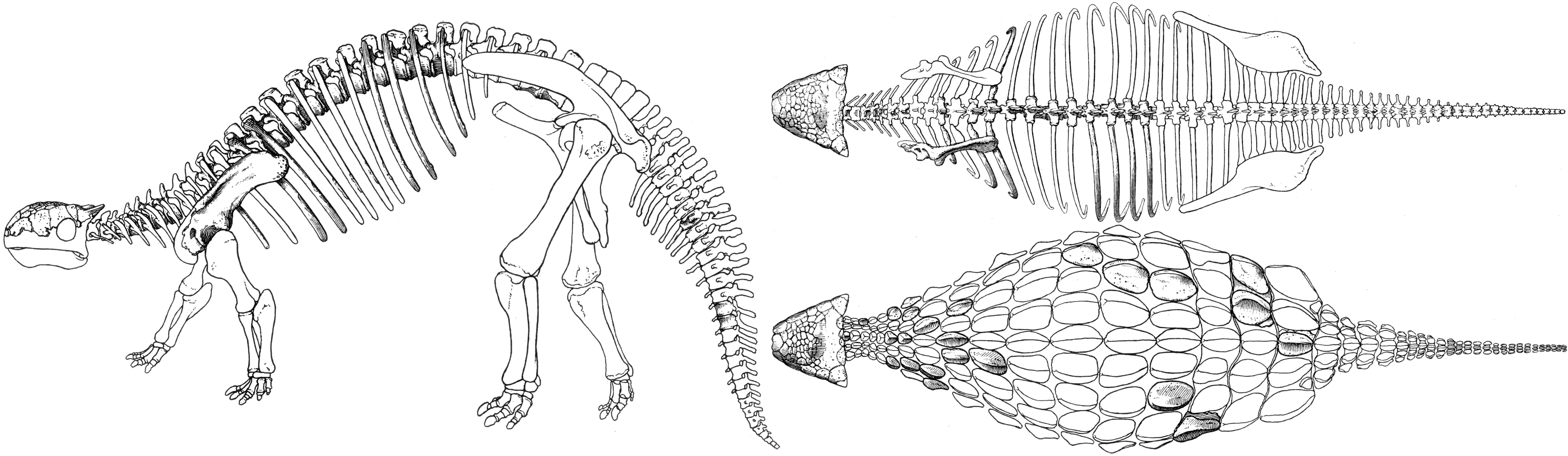
巴納姆·布朗在1908繪製的甲龍想像圖，缺乏尾槌

甲龍是由美國古生物學家巴納姆·布朗於1908年所命名。屬名是由古希臘文的「αγκυλος」（意即「屈曲的」）而來。布朗選定這些名字是與醫學的關節僵硬（Ankylosis）有關，意指牠頭顱骨及身體上很多骨頭的癒合。模式種是大腹甲龍（A. magniventris），是由拉丁文的「magnus」（意即「大」）及「venter」（意即「腹部」），指牠身體的寬闊。
在1906年，由布朗帶領的研究隊在蒙大拿州的地獄溪組發現大腹甲龍的模式標本（編號AMNH 5895）。這個化石有頭顱骨的頂部、脊椎、肋骨、部份肩胛骨、及裝甲。六年前，布朗在懷俄明州的蘭斯地組發現一隻大型的獸腳亞目恐龍的化石（編號AMNH 5866），於1905年稱為「Dynamosaurus imperiosus」，但現在常被認為是屬於暴龍（Tyrannosaurus rex）的。連同編號AMNH 5866標本，及多於75塊不同大小的甲板，都被認為是Dynamosaurus。但是，這些甲板都與大面甲龍的甲板一致，極有可能其實是屬於大腹甲龍的。於1910年，布朗在艾伯塔省發現了大腹甲龍的第三個標本（編號AMNH 5214）。編號AMNH 5214標本包括了一個完整的頭顱骨及首次辨識出的尾巴棒槌、肋骨、四肢骨頭、及裝甲。所有以上的三個標本都存放於紐約的美國自然歷史博物館。甲龍最大的頭顱骨（編號NMC 8880）是由查爾斯·斯騰伯格（Charles M. Sternberg）於1947年於艾伯塔省發現，並已存放於加拿大自然博物館。很多其他的個別骨頭、裝甲及牙齒亦都被發現。

## 大眾文化
自從在1908年被敘述、命名以來，甲龍已成為對於一般大眾而言裝甲恐龍的原型，原因是牠們易於辨認的外型，以及大眾對於恐龍的濃厚興趣。在1964年的紐約世界博覽會會場，豎立了一個完全比例的甲龍模型。
甲龍也短暫出現在數個電影中。例如動畫《歷險小恐龍》（The Land Before Time），以及2001年的電影《侏儸紀公園 III》，（Jurassic Park III）與其周邊遊戲，2015年的電影侏儸紀世界（Jurassic World）中，主角兩兄弟也因為乘坐球型遊園車時遇見帝王暴龍，逃離過程中，被甲龍尾槌打破遊園車強化玻璃，然後帝王暴龍和甲龍搏鬥，在甲龍兩度攻擊不著以後，帝王暴龍趁機將牠翻身咬死。还有，2020年的‘白垩冒险营’，甲龙Bumpy在侏罗纪世界的研究实验室出生，被吴亨利博士视为缺憾生物。但是，待侏罗纪公园失控后，bumpy找到主角-班更成为班的最好朋友，在这电影里，甲龙小鼓分别打败了 重爪龙、食肉牛龙托罗、美颌龙等等。甲龙小鼓也在2024年的‘混沌理论’里出现，成为主线人物。甲龙也出現在數個電視節目，包括《與恐龍共舞》（Walking with Dinosaurs）、《與野獸共舞》（Walking with Beasts）、以及《殺手恐龍生死鬥》（The Truth About Killer Dinosaurs）。在日本的哥吉拉系列電影，有個名為安基拉斯（アンギラス）的四足怪獸，背上多尖刺。在官方設定裡，安基拉斯的祖先是甲龍。

## 外部連結
- 甲龍 （页面存档备份，存于） DinoData
- 甲龍的簡介 （页面存档备份，存于）